# 껑우안
껑우안(민난어 백화자: kòng-oân, 한자: 貢丸, 하카어: gong-yèn 공옌, 중국어 간체자: 贡丸, 정체자: 貢丸, 병음: gòngwán 궁완[*])은 대만의 돼지고기 완자이다. 말레이시아, 싱가포르, 인도네시아 및 태국에서도 즐겨 먹으며, 박소 바비(말레이어·인도네시아어: bakso babi), 룩 친 무(태국어: ลูกชิ้นหมู) 등의 이름으로도 알려져 있다.

## 같이 보기
- 바우안